# Kirby Muxloe Castle
Kirby Muxloe Castle är ett slott i Storbritannien.   Det ligger i grevskapet Leicestershire och riksdelen England, i den södra delen av landet, 150 km nordväst om huvudstaden London. Kirby Muxloe Castle ligger 82 meter över havet.
Terrängen runt Kirby Muxloe Castle är platt. Runt Kirby Muxloe Castle är det tätbefolkat, med 982 invånare per kvadratkilometer. Närmaste större samhälle är Leicester, 6,5 km öster om Kirby Muxloe Castle. Trakten runt Kirby Muxloe Castle består till största delen av jordbruksmark.